# Estádio GSP
O estádio New GSP, também conhecido somente como GSP, situa-se na cidade de Nicósia, no Chipre. Neste estádio jogam três dos maiores clubes do futebol cipriota, o Omonia, o APOEL e o Olympiakos Nicósia, além da Seleção Cipriota de Futebol.